# Cratere Henson
Henson è un cratere lunare di 43 km situato nella parte sud-occidentale della faccia nascosta della Luna.
Il cratere è dedicato all'esploratore statunitense Matthew Henson.